# Piano Magic
Piano Magic è un gruppo musicale inglese formatosi a Londra nell'estate del 1997.

## Storia
I fondatori del gruppo sono Glen Johnson, Dominic Chennell e Dick Rance. 
La gavetta del trio consiste in performance live. Vengono lanciati da John Peel alla BBC Radio 1. Pubblicano il primo album Popular Mechanics nel 1997, che consiste in buona parte di brani già editi come singoli. La voce dell'album è quella di Raechel Leigh, prima delle tante voci femminili che contribuiscono nel tempo al repertorio del gruppo. 
L'anno successivo Johnson espande parte del contenuto dell'album nelle due suite che fanno parte di A Trick of the Sea.
Nel 1999 esce invece Low Birth Weight, album più accessibile dei precedenti, che però non esclude esperimenti sonori. In contemporanea esce per l'etichetta olandese Staalplaat il mini-CD Mort Aux Vaches.
Anche nel 2000 esce un importante e variegato album, ossia Artists' Rifles, in cui a farla da padrone sono melodie soffici e ritmi incalzanti. In questo disco, che racchiude divagazioni elettroniche, canta Caroline Potter.
Il 2001 segna l'avvio delle pubblicazioni per la spagnola Acuarela con l'Ep I Came to Your Party Dressed as Shadow. Nel frattempo il progetto Piano Magic approda al cinema con la colonna sonora per il film Son de mar di Bigas Luna che viene poi pubblicata proprio con il titolo Son de mar. Nello stesso anno l'etichetta britannica Rocket Girl lancia nel doppio album Seasonally Affective, il materiale del gruppo sparso tra singoli e collaborazioni che risponde all'arco di tempo tra il 1996 e il 2000.
Nel 2002 viene pubblicato l'album Writers Without Homes, a cui partecipano Simon Raymonde dei Cocteau Twins e Ronald Lippok dei Tarwater. Inoltre questo album coincide con l'apparizione, dopo circa trent'anni, di Vashti Bunyan, che canta in Crown of the Lost.
Nel dicembre 2003 l'etichetta spagnola Green Ufos pubblica The Troubled Sleep of Piano Magic. In questo disco il gruppo si avvale della collaborazione di Angéle David-Guillou alla voce. Sulla scia dell'album, esce anche l'EP Saint Marie che contiene il brano cantato da Alan Sparhawk, così come Wrong Turn.
A fine 2004 esce un altro EP, ossia Open Cast Heart.
L'album successivo è Disaffected (2005), dotato di una struttura pop come mai in passato, anche se il genere musicale che farà riferimento ai Piano Magic sarà la darkwave. Un altro importante EP distribuito in questo periodo è Incurable.
Nel 2007 è la volta di Part Monster, un album profondamente elettrico e con vortici chitarristici e atmosfere claustrofobiche. La produzione è affidata a Guy Fixsen (già con i My Bloody Valentine per Loveless). A cantare, invece, è nuovamente Angéle David-Guillou. Segue l'EP Dark Horses, prima pubblicazione per la Make Mine Music.
Nel 2008, a nome Future Conditional, pubblicano We Don't Just Disappear. Non sarà la sola uscita con un "alter ego" in quell'anno, dal momento che esce anche un lavoro di Textile Ranch (Details Not Recorded, 2009). Nel giro di pochi mesi esce il decimo lavoro dei Piano Magic, ossia Ovations. Due artisti della 4AD (la cui produzione influenza notevolmente il disco) partecipano a Ovations: Brendan Perry e Peter Ulrich (Dead Can Dance). La produzione è invece opera di Gareth Parton.
Per Glen Johnson, dopo 15 anni di attività, è ancora tempo di sfide. Esce infatti nel 2012 l'album Life Has Not Finished With Me Yet (Second Language), in cui l'autore si cimenta in una dimensione più scarna, quasi acustica. Come ospite vi è l'irlandese Josh Hight.
Nell'estate 2013, dopo l'uscita di Heart Machinery, il gruppo si è sciolto.

## Stile
La musica dei Piano Magic si muove tra atmosfere oscure new wave e delicatezze acustiche, più massiccio l'uso di elettronica in album come Disaffected, tra i migliori album vanno segnalati: Disaffected, The Troubled Sleep of Piano Magic, Part Monster e Ovations.

## Discografia

### Album
- Popular Mechanics, (i/Che, 1997)
- A Trick of the Sea, (Darla, 1998)
- Low Birth Weight, (Rocket Girl, 1999)
- Artists' Rifles, (Rocket Girl, 2000)
- Son de Mar, (4AD, 2001) - colonna sonora del film Son de mar
- Writers Without Homes, (4AD, 2002)
- The Troubled Sleep of Piano Magic, (Green UFOs, 2003)
- Disaffected (Darla, 2005)
- Part Monster (Important, 2007)
- Ovations (Make Mine Music, 2009)
- Life Has Not Finished With Me Yet (Second Language, 2012)
- Heart Machinery (Second Language, 2013)

### Singoli
- Wrong French, (i/Che, 1996)
- Wintersport, (i/Che, 1997)
- For Engineers, (Wurlitzer, 1997)
- Music for Rolex, (Lissy's, 1998)
- There's No Need for Us to Be Alone, (Rocket Girl, 1998)
- Fun of the Century, (Piao!, 1998)
- Mort Aux Vaches, (Staalplat, 1998)
- Music for Annahbird, (Piao!, 1998)
- Amongst the Books, an Angel, (Acetone, 1999)
- Panic Amigo, (Morr Music, 2000)
- I Came to Your Party Dressed as a Shadow, (Acuarela, 2001)
- Speed the Road, Rush the Lights, (Green UFOs, 2003)
- Saint Marie EP, (Green UFOs, 2003)
- The Opencast Heart EP,  (Important Records, 2005)
- Never It Will Be the Same Again [Limited Edition of 100 copies], (EN/OF, 2006)
- Incurable EP,  (Important Records, 2006)
- Dark Horses EP,  (Make Mine Music, 2008)
- Chemical EP, (Second Language, 2012)

## Collegamenti
- recensione Piano Magic - Ovations ('09) www.storiadellamusica.it, su storiadellamusica.it.
- - Intervista su Troublezine.it, su www2.troublezine.it. URL consultato il 16 novembre 2009 (archiviato dall'url originale il 3 aprile 2010).